# Carex wushanensis
Carex wushanensis är en halvgräsart som beskrevs av S.Yun Liang. Carex wushanensis ingår i släktet starrar, och familjen halvgräs. Inga underarter finns listade i Catalogue of Life.